# Stanhopea florida
Stanhopea florida är en orkidéart som beskrevs av Heinrich Gustav Reichenbach. Stanhopea florida ingår i släktet Stanhopea och familjen orkidéer. Inga underarter finns listade i Catalogue of Life.